# 奇軒Tricking
吳奇軒（1993年7月11日—），是台灣的YouTuber及Tricking運動員及教練，因推廣Tricking而聞名，其作品主要以短影音為主。其主要影片通常不包含對話，而是透過動作與表情來表達內容。2024年3月8日，吳奇軒成為台灣首位突破1000萬訂閱的YouTuber，並獲得YouTube鑽石獎牌。
同時，奇軒也是一名運動員，曾代表台灣參加世界和亞洲的賽事，其專項為Tricking和極限武術，並拿過多個獎項。

## 經歷
吳奇軒自幼由祖母撫養，成長於隔代教養家庭，曾接受世界展望會的資助。在求學過程中，由於身材瘦弱、家境不好，他經常成為同學們霸凌的對象，這段經歷讓他極度缺乏自信。他在國中時加入武術隊，高中就讀清水高中體育班 ，並於大學時期進入台北市立大學技擊運動學系，專攻競賽體操。  大學畢業後，吳奇軒進入動作特技公司擔任動作指導和替身演員。2018年，吳奇軒遭遇了一次嚴重的腳踝韌帶斷裂事故而無法繼續從事動作演員。
為了推廣Tricking，吳奇軒自2016年起在YouTube上傳影片，讓更多人認識這項運動。
2019年，吳奇軒創辦IWT翻轉世界空翻教室，並於在2022年開始使用YouTube Shorts，觀看次數及粉絲數量迅速增長。
2024年，吳奇軒成為台灣世界展望會「紅包傳愛」的活動代言人。
2024年7月，奇軒發起募資活動，並成功幫助6名選手出國參加世界錦標賽。

## 爭議
2023年底，奇軒的YouTube頻道訂閱數量迅速攀升，登上台灣YouTuber排行榜首位。 此現象引發部分網友質疑，認為他可能透過不正當手段增加訂閱數。 有報導指出，他在14個月內獲得約770萬訂閱，且多部短片的觀看次數突破億次，這些數據引發外界對其真實性的疑慮。
為回應這些質疑，奇軒在社交平台上發表聲明，強調其觀看數和訂閱數皆源自真實努力，而非購買。 他提到，頻道在某月的觀看數達到9億8千萬，這與訂閱數量相符，無需透過購買達成。 他強調，若要購買如此龐大的觀看數，所需金額將是天文數字，對他而言毫無意義。
此外，奇軒上傳了一支「道歉影片」，解釋頻道訂閱數在短時間內急劇上升，登上台灣排行榜首位，因而引發網友對其購買粉絲的質疑。 他在影片中展示數據，並列舉其他創作者的案例，以澄清誤解。

## 獎項
- 2022年WAKO極限武術世界錦標賽得第二名[9][10]
- 2023年WAKO極限武術世界錦標賽第三名[7][9][10][6]
- 2024年帶領學員參加WAKO青少年世界踢拳道錦標賽獲得三金一銀四銅[10]
- 2024年獲得YouTube 千萬訂閱鑽石獎牌[10][2]
- 2024年「第二屆台灣真英雄」的獲獎者之一[21][22][23]

## 外部連結
- YouTube上的奇軒Tricking頻道
- 奇軒的Facebook專頁
- 奇軒的Instagram帳戶
- 奇軒的TikTok